# Río Verde

Río Verde, é uma comuna do Chile, localizada na Província de Magallanes, Região de Magalhães e Antártica Chilena.
A comuna limita-se: a nordeste com Laguna Blanca; a noroeste com Natales; a sul com Punta Arenas.

## Divisão Administrativa
A comuna de Río Verde se divide nos seguientes distritos:
- Cruz del Sur, 202 hab (segundo o censo 2002);
- Isla Riesco, 156 hab;
- Gran Campo Nevado, sem população permanente.

As principais localidades povoadas Río Verde, sede da Municipalidade, Cruz del Sur, Puerto Altamirano, Puerto Curtze e Ponsomby na ilha Riesco.